# Colborne
Colborne es una parroquia canadiense situada en la provincia de Nuevo Brunswick.

## Superficie
Colborne tiene una superficie de 753,38 km².

## Demografía
En 2021, tenía 266 habitantes, una densidad poblacional de 0,4 hab./km², y 162 viviendas.